# 144
144 рік — високосний рік, що почався в середу за григоріанським календарем.
Римська імперія •  Парфянське царство •  Кушанське царство •  Східна Хань •  Сармати

## Геополітична ситуація
У Римській імперії править імператор Антонін Пій (до 161). Імперія  займає Апеннінський, Піренейський та Балканський півострови, Галлію, частину Британії, Близький Схід, Північну Африку включно з Єгиптом. 
Наймогутніша держава центральної Азії — Парфянське царство. Наймогутніша держава Індостану — Кушанське царство. Династія Хань править у Китаї.  Корейський півострів ділять між собою Три корейські держави. 
Триває докласичний період цивілізації мая.
На території майбутньої України, в степах Причорномор'я, кочують сармати, північніше — племена Черняхівської культури.

## Події

### Римська імперія

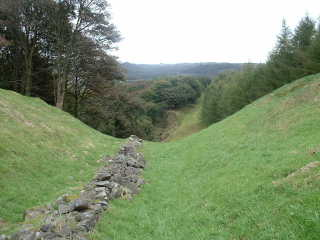
Залишки валу Антоніна

- Консулами у Римі були Луцій Гедій Руф Лолліан Авіт та Тит Статілій Максим.
- Почався римський похід в Мавретанію для придушення повстання (інтервенція закінчилася в 151).
- Завершено спорудження валу Антоніна у Британії.

### Азія
- На територіях хунну розбито бунтівних князів.
- Ухуані визнали себе підданими імперії Хань.
- Після смерті Лю Бао імператором Китаю (Хань) став його син Чун-ді.

### Релігія
- Маркіон порвав з християнством (відлучений папою Пієм I) і заснував власну церкву, яка до 6 століття конкурувала в Персії та Єгипті з християнством.
- Єпископом Візантії став Афінодор.

## Померли
- Полікарп II (візантійський єпископ)
- Лю Бао — 8-й імператор династії Пізня Хань у 125–144 роках. Храмове ім'я Цзін-цзун. Посмертне ім'я Шунь-ді.